# Janis Gunaris
Janis Gunaris grec. Γιάννης Γούναρης; (ur. 15 marca 1952 w Salonikach) – były grecki piłkarz, grający podczas kariery na pozycji obrońcy.

## Kariera klubowa
Gunaris przez większość swojej kariery występował w PAOK-u Saloniki (w latach 1970–1982). Z PAOK-iem zdobył mistrzostwo Grecji w 1976, dwukrotnie wicemistrzostwo Grecji w 1973 i 1978 oraz Puchar Grecji w 1972 i 1974. W barwach Dikefalos Gounaris wystąpił 378 razy i strzelił 8 bramek. W latach 1982–1985 występował w Olympiakosie Pireus. Z Olympiakosem Pireus zdobył mistrzostwo Grecji w 1983 roku. W barwach czerwono-białych wystąpił 60 razy i strzelił 1 bramkę.

## Kariera reprezentacyjna
W reprezentacji Grecji w latach 1977–1984 Janis Gunaris wystąpił 27 razy.
W 1980 roku uczestniczył z Grecją w Mistrzostwach Europy. Na Euro 80 Gunaris wystąpił w zremisowanym 0–0 meczu grupowym z RFN.

## Kariera trenerska
Po zakończeniu kariery piłkarskiej Gunaris został trenerem. Był trenerem m.in. Olympiakos SFP, PAOK FC i PAS Ioannina.